# Bairdiella chrysoura
Bairdiella chrysoura es una especie de pez de la familia Sciaenidae en el orden de los Perciformes.

## Morfología
• Los machos pueden llegar alcanzar los 30 cm de longitud total.

## Alimentación
Come principalmente crustáceos, gusanos , ocasionalmente, peces hueso, gusanos móviles bentónicos y zooplancton

## Depredadores
En Los Estados Unidos es depredado por Morone saxatilis .

## Hábitat
Es un pez de clima subtropical (41°N-21°N) y demersal.

## Distribución geográfica
Se encuentra en el Océano Atlántico occidental: desde  Nueva York hasta el sur de Florida y, también, desde el norte y el este del Golfo de México hasta el norte de México.

## Uso comercial
Generalmente se utiliza como cebo.

## Observaciones
Es inofensivo para los humanos.